# Geissorhiza pusilla
Geissorhiza pusilla är en irisväxtart som först beskrevs av Henry Charles Andrews, och fick sitt nu gällande namn av Friedrich Wilhelm Klatt. Geissorhiza pusilla ingår i släktet Geissorhiza och familjen irisväxter. Inga underarter finns listade i Catalogue of Life.